# Nicola Maresca Donnorso di Serracapriola
Nicola Maresca Donnorso di Serracapriola (San Pietroburgo, 25 agosto 1790 – Portici, 17 novembre 1870) è stato un diplomatico e politico italiano, primo ministro del Regno delle Due Sicilie.

## Biografia
Appartenente a una famiglia aristocratica napoletana, nacque nella capitale dell'Impero russo, dove suo padre, Antonino Maresca, fu ministro plenipotenziario per Ferdinando di Borbone. Anche Nicola venne avviato alla carriera diplomatica e fu, fra l'altro, ambasciatore a Parigi (1840).
Il 28 gennaio 1848 Nicola Maresca subentrò al Pietracatella come presidente del consiglio dei ministri e Ministro degli affari esteri di Ferdinando II (Governo Maresca Donnorso). Sotto il suo ministero l'11 febbraio 1848 Ferdinando II concesse la costituzione. Il Serracapriola rimase in carica fino al 3 aprile 1848 quando il governo costituzionale venne affidato allo storico Carlo Troya. Ricoprì quindi l'ufficio di vicepresidente della Consulta del Regno, che mantenne fino al 1860. Nel 1860 entrò per poco tempo nel Consiglio di reggenza alla vigilia dell'ingresso di Giuseppe Garibaldi a Napoli. Dopo l'unità d'Italia, Maresca si ritirò a vita privata.

## Composizione del governo
- Maresca Donnorso di Serracapriola, Presidente del consiglio dei ministri[1]
- Maresca Donnorso di Serracapriola, Ministro degli affari esteri
- Cesidio Bonanni, Ministro di grazia e giustizia e degli affari ecclesiastici
- principe Dentice, Ministro delle Finanze
- Carlo Cianciulli, Ministro dell'Interno (poi Francesco Paolo Bozzelli)
- Torello, ministro degli affari pubblici
- Gaetano Scovazzo, ministro dell'agricoltura e commercio
- Giuseppe Garzia, Ministro della guerra e marina